# Пазолини, Уберто
Уберто Пазолини (итал. Uberto Pasolini; родился 1 мая 1957, Рим, Италия) — итальянский режиссёр, продюсер и инвестиционный банкир.

## Биография
Уберто Пазолини родился в 1957 году в Риме в аристократической семье. Он носит титул графа и приходится племянником режиссёру Лукино Висконти, который принадлежал к младшей ветви миланского герцогского дома. Ещё юношей Пазолини переехал в Великобританию, где 12 лет проработал инвестиционным банкиром. Деятельность в кино он начал в 1984 году, став одним из авторов сценария картины «Поля смерти». Снял фильмы «Один на один», «Остановившаяся жизнь», «Дружбаны», «Возвращение Одиссея». Лауреат премии BAFTA за лучший фильм (1998), премии Европейской киноакадемии за лучший фильм (1997).
Пазолини женат на композиторе Рэйчел Портман. В этом браке родились трое детей: Анна, Джилия и Ники.
Фильмография
- 2008 — Дружбаны / Machan — La vera storia di una falsa squadra (Machan)
- 2013 — Натюрморт / Still Life
- 2020 — Один на один / Nowhere Special — Una storia d’amore
- 2024 — Возвращение Одиссея / The Return[8]